# Leperina burnettensis
Leperina burnettensis is een keversoort uit de familie schorsknaagkevers (Trogossitidae). De wetenschappelijke naam van de soort werd in 1871 gepubliceerd door W.J. Macleay.